# Carex guatemalensis
Carex guatemalensis är en halvgräsart som beskrevs av Frederick Joseph Hermann. Carex guatemalensis ingår i släktet starrar, och familjen halvgräs. Inga underarter finns listade i Catalogue of Life.